# Edie Brickell
Edie Arlisa Brickell (Oak Cliff, Texas), 10 maart 1966) is een Amerikaanse zangeres en singer-songwriter. Ze is de frontvrouw van Edie Brickell & New Bohemians, onder meer bekend van de Amerikaanse toptienhit "What I Am" en het album "Shooting Rubberbands At The Stars" uit 1989. In de Verenigde Staten werden er twee miljoen exemplaren van verkocht.

## Biografie

### Beginperiode
Brickell studeerde al anderhalf jaar aan Southern Methodist University toen ze in 1985 op een avond spontaan het podium opstapte bij de New Bohemians, een lokale folkrock band die gespecialiseerd was in improvisatie-jams. Ze werd vast lid en nadat de band een platencontract tekende werd de naam gewijzigd tot Edie Brickell & New Bohemians.
In 1988 verscheen hun debuutalbum; Shooting Rubberbands at the Stars werd een groot succes dankzij de singles What I Am, Circle en Love Like We Do.
Edie Brickell & New Bohemians toerden in 1989 door Europa als voorprogramma van, afzonderlijk, Bob Dylan en Willie Nelson. Op 27 januari waren ze in Nederland voor een concert in Paradiso; hier werden ook nummers gespeeld die op het tweede album kwamen te staan, en ter afsluiting een cover van Lou Reeds Walk on the Wild Side (opgenomen voor de film Flashback).
Datzelfde jaar had Brickell een klein rolletje in de film Born on the Fourth of July; hierin zong ze Bob Dylans A Hard Rain's Gonna Fall dat ze ook met de New Bohemians opnam voor de soundtrack.

### Huwelijk met Paul Simon
Na de opnames van het album Ghost of a Dog in 1990 ontmoette Brickell Paul Simon, met wie ze in 1992 trouwde. Tijdens een optreden in de televisieshow Saturday Night Live eind 1990 zag ze hem tussen de crew staan. "Hij zorgde ervoor dat ik het nummer verprutste toen ik hem aankeek," aldus Brickell. "Dus we kunnen onze kinderen de tape laten zien en zeggen: 'Kijk, toen zagen we elkaar voor het eerst!'"
Brickell en Simon kregen samen drie kinderen: Adrian Edward (* December 1992), Lucia Lulu Jean (* April 1995) en Gabriel Elijah (* Mei 1998).

### Soloactiviteiten I
In augustus 1994 verscheen het eerste solo-album van Brickell (Picture Perfect Morning); de single Good Times bevat een gastbijdrage van Barry White en is een van de multimediasamples op de Windows 95-installatie-cd.
Op 27 en 28 november 1994 kwamen de New Bohemians na drie jaar weer bijeen voor twee benefietconcerten, en gingen daarna (in een deels gewijzigde bezetting) ook zelfstandig optreden en zelfs in andere bands spelen. Zo begeleidden ze Paul Simon bij een benefietconcert en verleende drummer Matt Chamberlain zijn medewerking aan een solo-cd van ex-10,000 Maniacs-zangeres Natalie Merchant.
In 1996 nam Brickell met gitarist Kenny Withrow en percussionist John Bush een nooit uitgebrachte cd op onder de naam The Slip.
In 2000 verscheen het album The Live Montauk Sessions dat werd volgespeeld met geïmproviseerde nummers. Nadat Brickell in 2003 haar tweede solo-album (Volcano) uitbracht volgde in 2006 Stranger Things dat alleen via internet verkrijgbaar is.
In de jaren 00 zette Brickell regelmatig nieuwe liedjes op haar MySpace. In 2007 vormde ze met haar stiefzoon Harper Simon (de zoon van Paul Simon) de band The Heavy Circles, waarvan in februari 2008 het gelijknamige album verscheen. Op dit album zijn onder meer bijdragen van Sean Lennon, Martha Wainwright en leden van Cibo Matto te horen.
In 2010 vormde Brickell met diverse Bohemians The Heavy Make-Up.

### Soloactiviteiten II
In januari 2011 verschenen er twee titelloze albums; een solo die jarenlang op de plank was blijven liggen, en een met The Gaddabouts, waarop Brickell zich liet omringen door de ervaren sessiemuzikanten Steve Gadd (drums), Andy Fairweather-Low (elektrische & akoestische gitaar, achtergrondzang) en Pino Palladino (basgitaar, gitaar). Met deze Gaddabouts maakte Brickell in 2012 ook een tweede album.
In 2013 en 2015 bracht ze twee albums uit met acteur Steve Martin als banjospeler; ze gingen samen op tournee door Noord-Amerika met begeleiding van de Steep Canyon Rangers. In 2017 verschenen ze in de bekroonde documentaire The American Epic Session.
Ondertussen verleende Brickell haar volle medewerking aan de musical Bright Star, die in 2016 première ging.

### Recent
Brickell ging weer optreden met de New Bohemians waarmee ze na twaalf jaar een nieuw album uitbracht. Rocket werd in september 2018 voorafgegaan door de disco-getinte single What Makes You Happy, Ter promotie toerde de band door Amerika waarbij in maart 2019 het SXSW-festival werd aangedaan.
In oktober 2020 verscheen de single My Power als voorbode van het album Hunter and the Dog Star dat in februari 2021 uitkwam.
Oud-bassist Brad Houser overleed 24 juli 2023 op 62-jarige leeftijd aan een beroerte.

## Discografie

### Met New Bohemians
- It's Like This (1986, alleen op cassette)
- Shooting Rubberbands at the Stars (1988)
- Ghost of a Dog (1990)
- The Live Montauk Sessions (2000)
- The Ultimate Collection (2002)
- Stranger Things (2006)
- Rocket (2018)
- Hunter and the Dog Star (2021)

### Soloalbums
- Picture Perfect Morning (1994)
- Volcano (2003)
- Edie Brickell (2011)

### Met The Heavy Circles
- The Heavy Circles (2008)

### Met The Gaddabouts
- The Gaddabouts (2011)
- Look Out Now! (2012)

### Met Steve Martin
- Love Has Come For You (2013)
- So Familiar (2015)

### Met Heavy Makeup
- Heavy Makeup (2023)
- Here It Comes (2024)